# Nathacha Devi Appanah

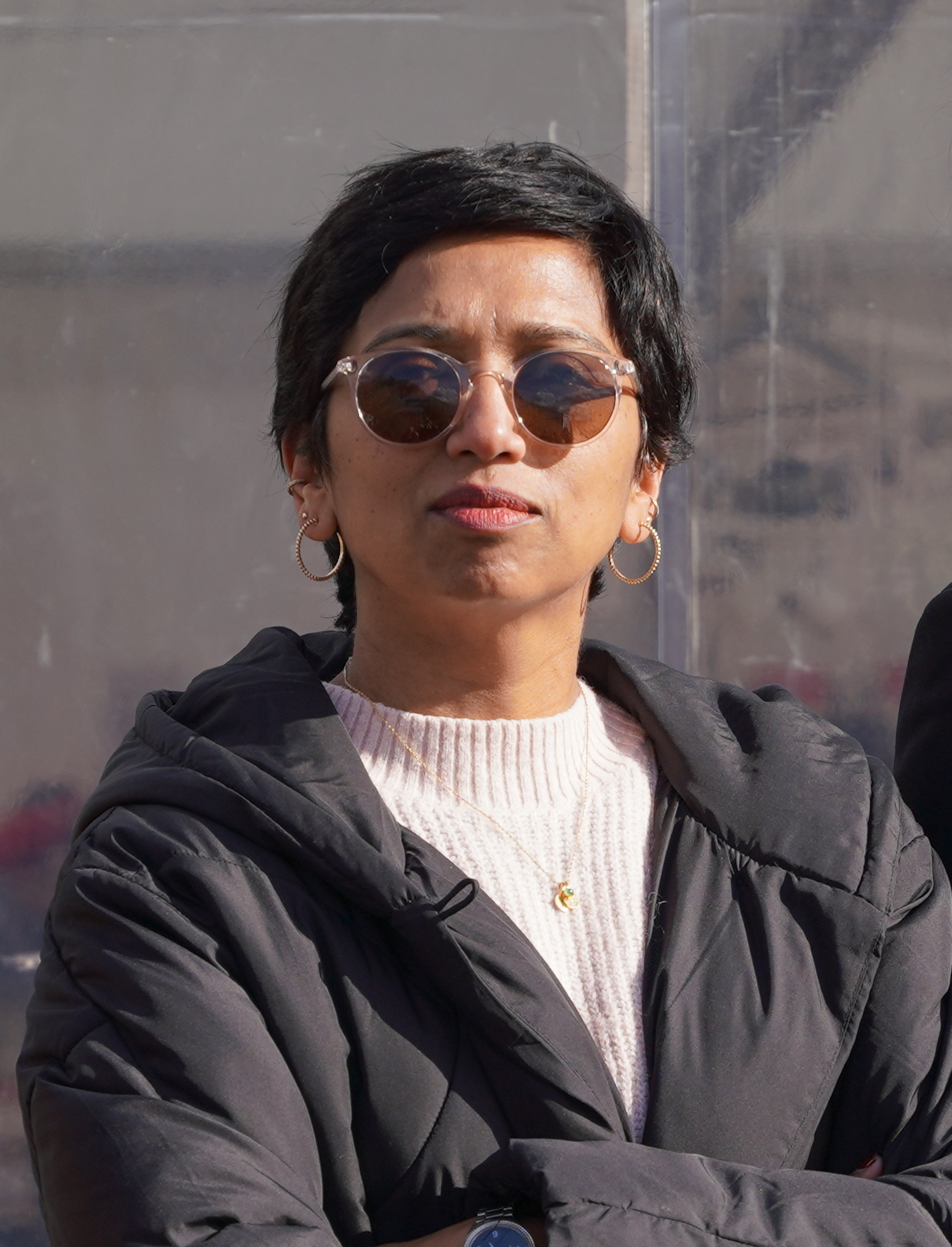
2023

Nathacha Devi Pathareddy Appanah (n. 24 mai 1973) este o scriitoare francezo-mauritiană. Ea se trage dintr-o familie tradițională de indieni.